# Shamgon Kazhgaliev
Shamgon Sagaddinovich Kazhgaliev, (Zhanakala (Kazakhstan), 15 de juny 1927 - Almati (Kazakhstan), 3 de maig 2015), fou un director d'orquestra soviètic, dombra, professor i Artista popular de l'URSS (1985).

## Biografia
Del clan Tolengit. 1950 El 1964, va estudiar a la Facultat d'Instruments Populars del Conservatori d'Almati (a la classe d'Achmet Kuanowitsch Schubanow i L.M. Shargorodsky, també va estudiar violí amb el professor I.A. Lesman, i tamborí amb l'Artista Popular del Kazakhstan K. Zhantileuov). Es va graduar a la facultat de director simfònic d'òpera del Conservatori de Leningrad (a la classe del professor Eduard Grikurov). Primer, va treballar com a bateria, un bateria principal i després com a director de l'orquestra d'instruments populars. 1950/60, 1964/68 i 1971/89. Orquestra d'instruments populars kazakhs, 1968-71. Director artístic i director titular de l'Orquestra Simfònica de Kazakhstan. Kazhigaliyev va augmentar la cultura de la interpretació conjunta dels músics d'orquestra i va millorar les seves habilitats professionals. L'orquestra va renovar els instruments de la música popular, en va enriquir i millorar-ne el so. També és esteticista, complementant el repertori de l'orquestra amb clàssics mundials. Va fer una gran contribució a l'educació. Kazhigaliyev va dirigir una orquestra d'instruments populars i va actuar a molts països estrangers. A les dècades de 1970 i 1980, va treballar com a professor al Conservatori d'Almati.
Alumnes: directors A. Myrzabekov, M. Aubakirov, bateria, compositor D. Botpaev, investigador musical O. Baydildaev, etc.
Kazhigaliyev 1953 Laureat del Festival Mundial de la Joventut i Estudiants celebrat a Bucarest. Guanyador del Premi Estatal de Kazakhstan (1982, pel programa de concerts el 1980-82). Va rebre l'Ordre de la Bandera Vermella del Treball, l'Amistat dels Pobles i la "Insígnia d'Honor".